# Марија ди Грација од Бурбона-Две Сицилије
Марија ди Грација од Бурбона-Две Сицилије (порт. Maria Pia de Bourbon-Duas Sícilias; Кан, 12. август 1878 — Манделије ла Напул, 20. јун 1973) била је принцеза Боур. принцеза од Орлеана и Брагансе кроз брак са принцом Луизом од Орлеана и Брагансе.
Марија је била ћерка принца Алфонса од Бурбона-Две Сицилије, грофа од Казерте и његове жене принцезе Антонијете од Бурбона-Две Сицилије. Обично су је звали „Марија Пиа“. Њен отац, трећи син краља Фердинанда II од Две Сицилије, постао је шеф Краљевске куће Две Сицилије након смрти свог старијег брата, краља Фрање II, 1894. Међутим, у време његовог рођења, сицилијанска краљевска породица је већ била прогнана у Француску због уједињења Италије, које се догодило 1861.

## Брак и питање
Марија се удала за принца Луиз Мариа, сина принца Гастона од Орлеана, грофа од Еу и његове супруге Изабел, принцезе од Бразила, 4. новембра 1908. у Кану, Француска. Марија и Луиз су имали троје деце:
- Принц Педро Хенрикуе Афонсо Фелипе Мариа Мигуел Габриел Рафаел Гонзага од Орлеана и Брагансе (13. септембар 1909 – 5. јул 1981)

∞ Принцеза Марија Елизабета од Баварске (1914–2011) у палати Нимфенбург 19. августа 1937. Педро Хенрике и Марија су имали дванаесторо деце.
- Принц <i id="mwLQ">Луиз Гастао</i> Антонио Мариа Филипе Мигел Габриел Рафаел Гонзага од Орлеана и Брагансе (19. фебруар 1911 – 8. септембар 1931)
- Принцеза <i id="mwMA">Пиа Марија</i> Ранијера Изабела Антонија Виторија Тереза Амелија Герарда Раимунда Ана Микаела Рафаела Габријела Гонзага од Орлеана и Брагансе (4. март 1913 – 24. октобар 2000)

∞ Рене, гроф де Николај у Паризу 12. августа 1933. Пиа Марија и Рене су имали три сина.